# みやきかのん
みやき かのん（1975年8月21日 - ）は、日本の女優。石川県出身。希楽星所属。

## 経歴
- 笑撃弾すたあ☆トリック

## 出演

### テレビドラマ
- 遥かなる絆 #1（NHK） - 母親
- 超人ウタダ #3（WOWOW） - リポーター
- 100の資格を持つ女〜ふたりのバツイチ殺人捜査〜（テレビ朝日）
- エンジョイ・ホームスタイル

### ナレーション
- 母の贈物

### 舞台
- サイキックドリーマー
- サブリミナルミッション

### インターネット
- Panasonic P505i FLASHアニメーション
- 神奈川クリニック眼科 ムービー ナレーション
- マンション管理会社アドバンス FLASHアニメーション
- 幸和ピンセット FLASHアニメーション
- ワイノット株式会社 しゃべるeカード

### CD-ROM
- 日本語教育教材 「コボちゃん」

## 方言指導
- ブランド刑事2
- 恋せども、愛せども
- ワンコ・ザ・ムービー